# Подосово (Березинский район)
Подо́сово (бел. Падво́сава) — деревня в Березинском районе Минской области Республики Беларусь. В составе Погостского сельсовета.

## География
Пролегает автомобильная дорога Н8045.
Ближайшие населённые пункты Боровица, Дулебы и др.

### Гидрография
Недалеко протекает река Дулебка.

## История
До 2013 года в составе Маческого сельсовета.

## Население

### Численность
- 2009 год — 1 житель

### Динамика
- 2009 год — 1 житель (перепись населения)[3]

## Ссылка
- Березинский райисполком.